# 諏方神社 (荒川区)
諏方神社（すわじんじゃ）は、東京都荒川区西日暮里の神社。新堀（日暮里）・谷中の総鎮守。諏訪大社を本社とする諏訪信仰の神社のひとつ。
例祭は毎年8月。境内や周辺の道路に露店が立ち並び、多くの人々で賑わう。3年に一度の御神幸祭と呼ばれる大祭では、本社神輿が町内を渡御する。

## 概要
1202年（元久2年）に創建された。豊島経泰が諏訪大社から勧請したという。
文安年間（1444年～1499年）に、太田道灌より社領の寄進を受け、その後、徳川三代将軍家光から社領5石の朱印を与えられ江戸幕府も追認した。
社殿はもとは山の麓にあったというが、寛永12年（1635年）、山上が開削された際に現在地に遷座した。
江戸時代は谷中町や日暮里村の総鎮守として崇められており、谷中町を担当していた町火消「れ組」が奉納した鳥居や狛犬が現存している。
明治時代になると、旧新堀村、現在の日暮里地区、および谷中村の総鎮守として、近郊の人々に篤く崇敬されるようになった。
昭和20年（1945年）3月の空襲で被災したが、昭和27年（1952年）復興した。

## 社名について
諏訪神社の分社ではあるが、当社は「諏方神社」と表記する。「諏方」が古来の表記であり、古文書などに使用例がある。諏訪地方も「洲羽」「須波」などと表記されることもあったが、和銅6年（713年）の続日本紀の「畿内七道諸国郡号の名は好き字を著けよ」の制以降、「諏訪」となったようである。中世から近世にかけては、「諏方」の表記も多く用いられるようになり、天保5年（1834年）、諏訪高島藩において、「諏訪」と書く指令が出されるという動きもあった。近年に至り、全国的に地名・人名ともに「諏訪」が通常の表記となり、神社名などに残っていた「諏方」は使われなくなっていった。当社では、所蔵する元禄時代の軸に「諏方大明神」とあることから、「諏方神社」を社名としている。（現在、全国に数ある諏訪神社分社のうち、数社だけ「諏方」の表記が使われている）

## 境内社

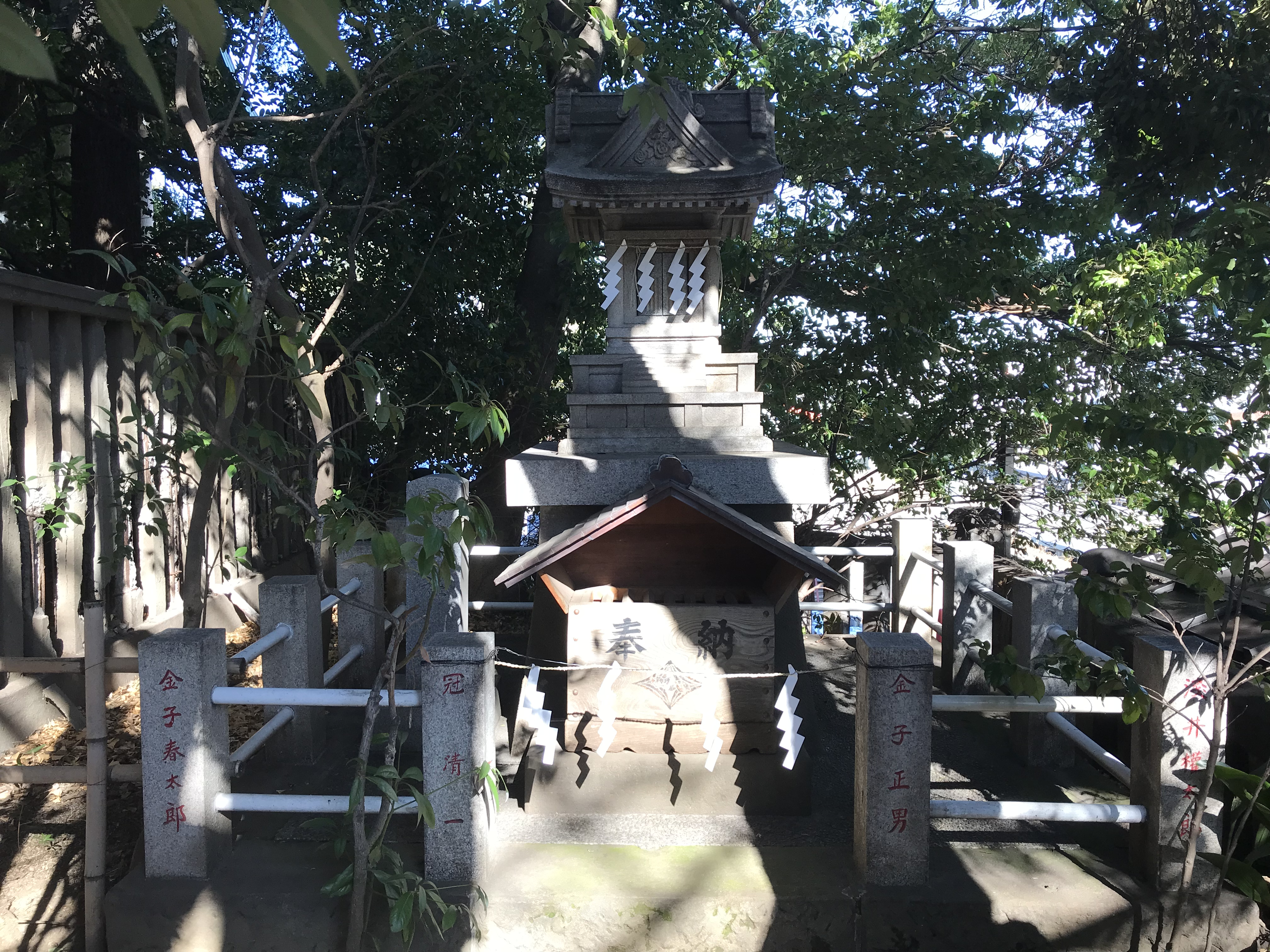
三峰神社
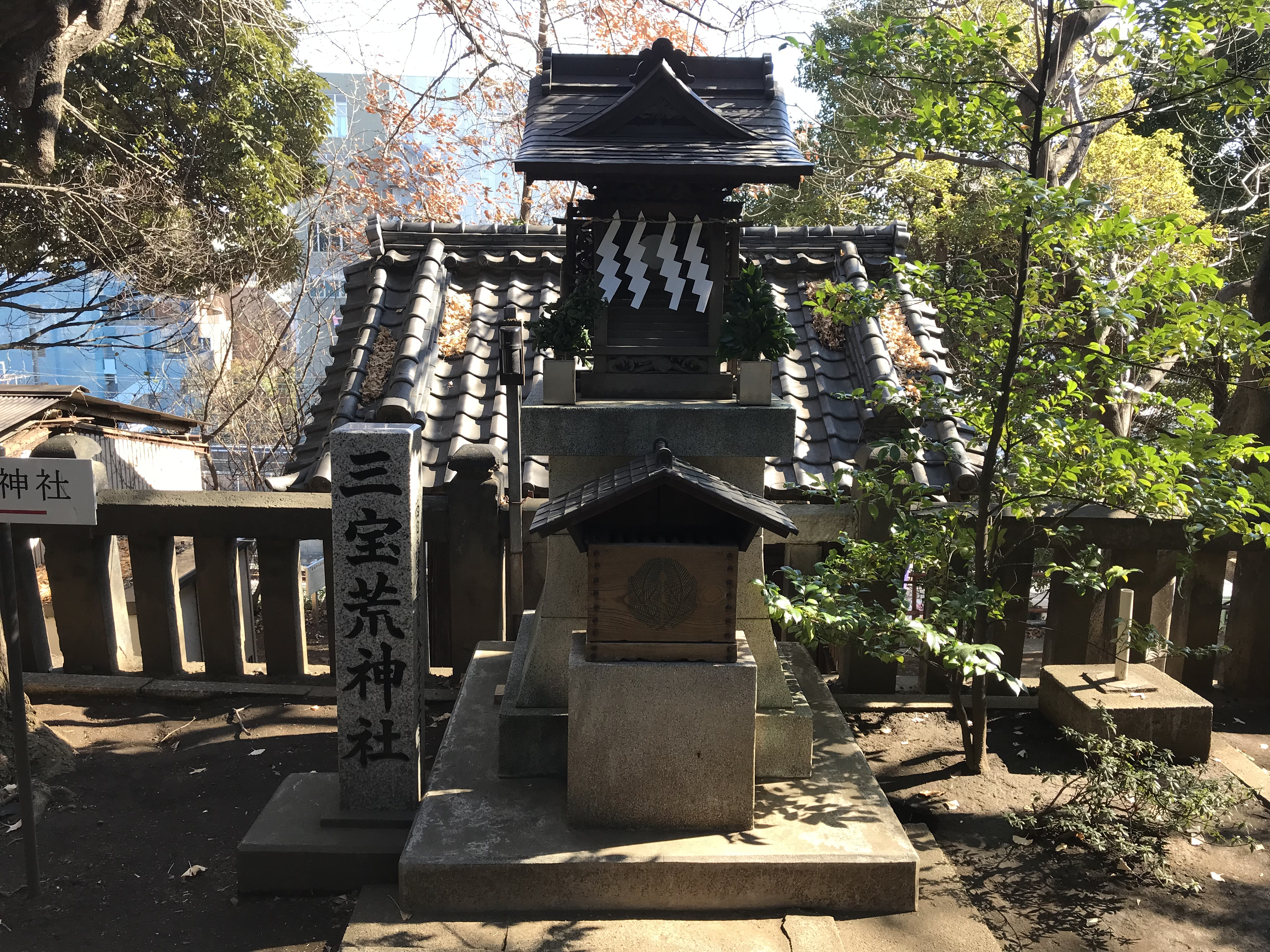
三宝荒神社
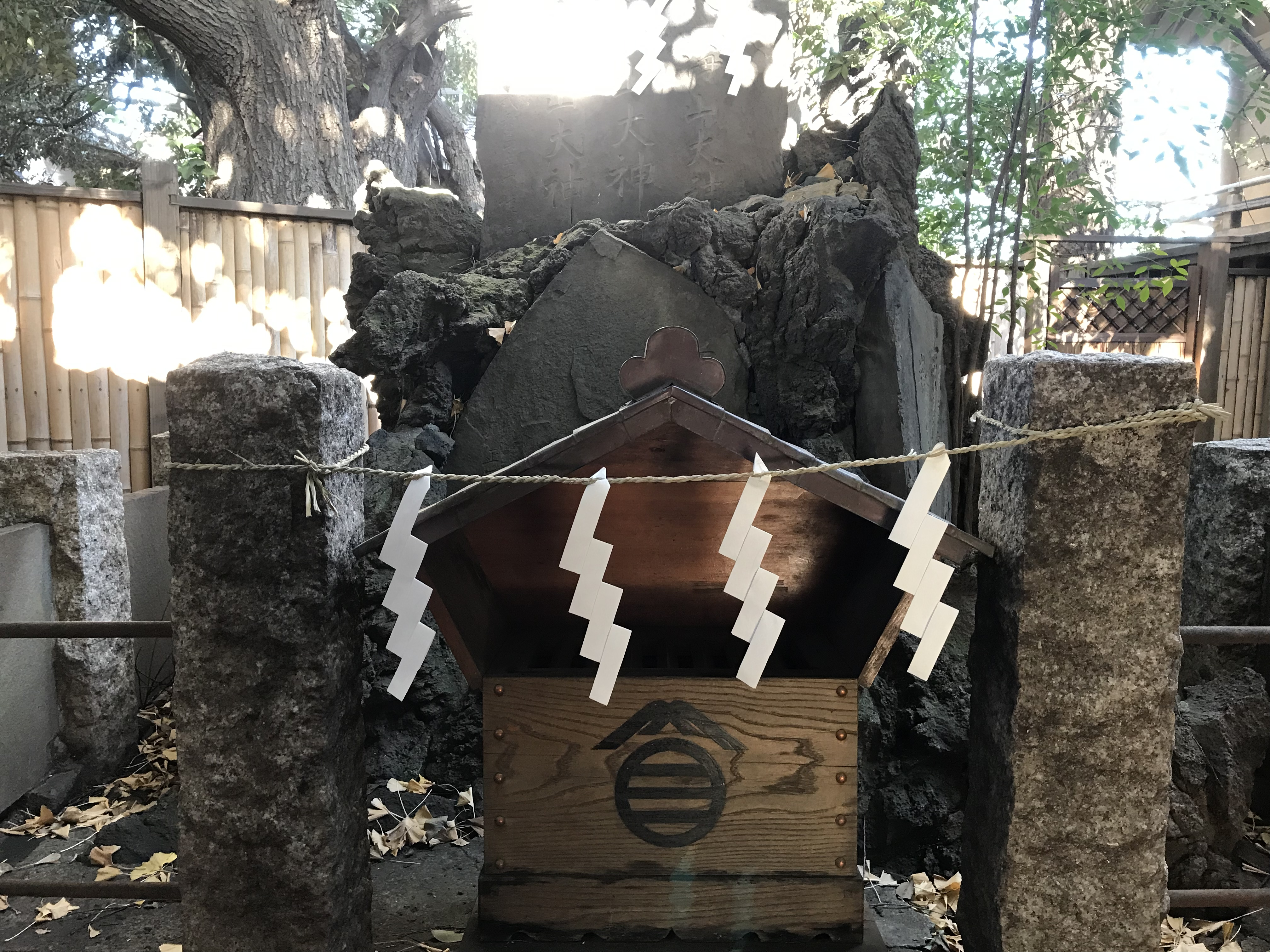
御嶽山大神・八海山大神・三笠山大神
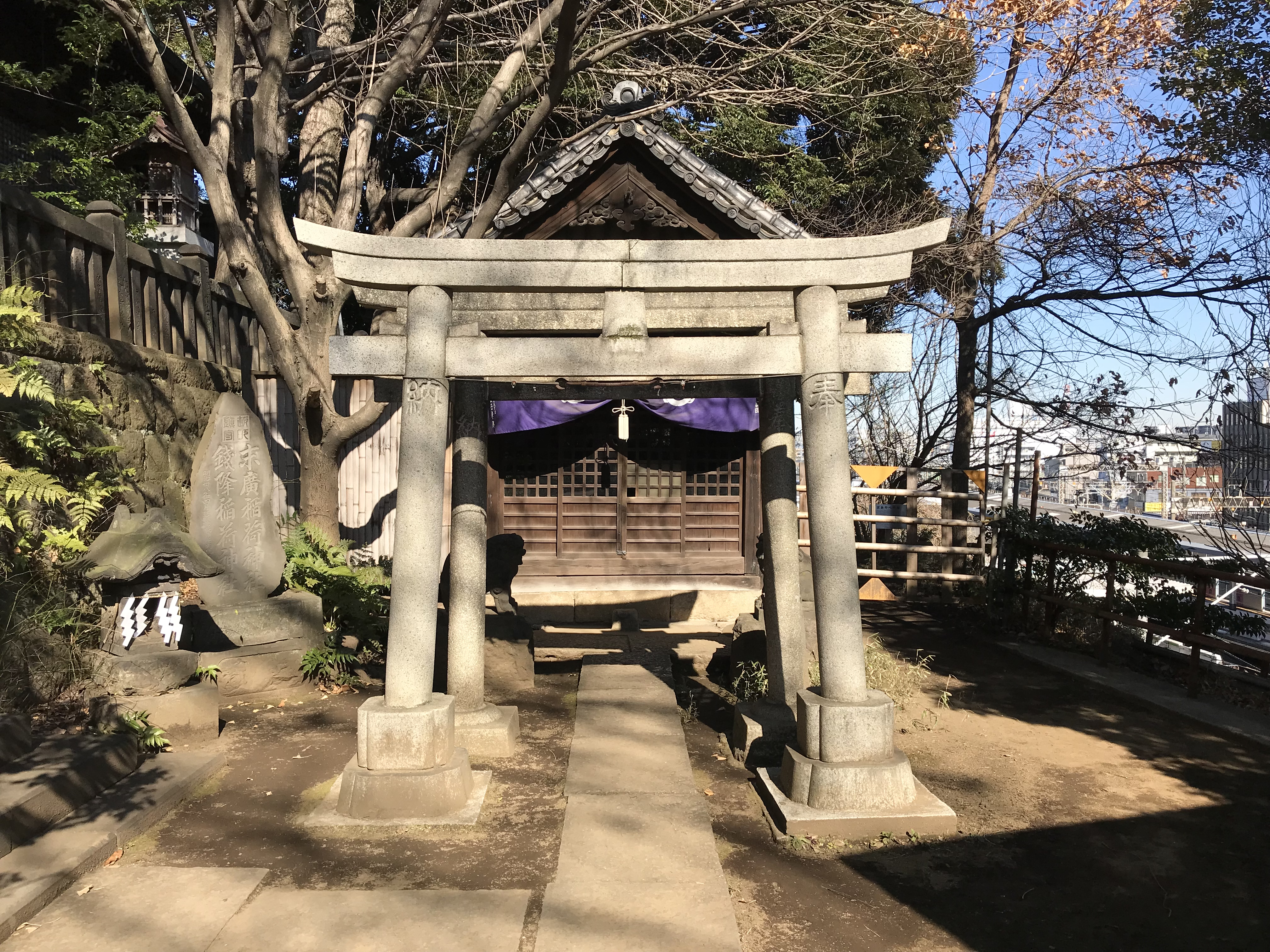
末廣稲荷神社・銭降稲荷神社

- 三峰神社
- 三宝荒神社
- 御嶽山大神・八海山大神・三笠山大神
- 末廣稲荷神社・銭降稲荷神社

## 境内
- 地蔵坂 - あらかわの史跡・文化財。JR西日暮里駅の西わきへ屈折して下る坂がある。坂名の由来は、諏方神社の別当寺であった浄光寺に、江戸六地蔵の三番目として有名な地蔵が安置されていることにちなむという。
- 恵魂碑 - 1928年（昭和3年）に建てられた。
- 源為朝公の山車 - 製作年は安政（1854年、1860年）とあるが、作者不詳。江戸の中でも有名かつ格式の高いものであった。

## 荒川区文化財
- 諏方神社鳥居 - 昭和58年「有形文化財（建造物）」指定
- 諏方神社文書 - 平成4年「有形文化財（古文書）」指定
- 手水鉢（天保二年三月吉日銘） - 昭和63年「有形文化財（歴史資料）」指定
- 武蔵国豊島郡新堀邨諏訪神社記碑  - 平成23年「有形文化財（歴史資料）」指定
- 庚申塔２基（元禄十二年十月吉日銘）- 平成元年「有形民俗文化財」指定
- 日暮里山車人形・鎮西八郎源為 - 平成24年「有形民俗文化財」指定[4]

## 交通アクセス
- JR山手線・京浜東北線・東京メトロ千代田線 西日暮里駅　徒歩3分
- JR山手線・京浜東北線 日暮里駅　徒歩7分